# Piptochaetium cucullatum
Piptochaetium cucullatum là một loài thực vật có hoa trong họ Hòa thảo. Loài này được Roseng. & Izag. miêu tả khoa học đầu tiên năm 1966.